# ماكس غيز
ماكس غيز (بالألمانية: Max Giese)‏ هو مهندس ألماني، ولد في 1879 في زيغمارينغن في ألمانيا، وتوفي في 1935 في كيل في ألمانيا.